# Rusłan Chinczagow
Rusłan Chinczagow (ros. Руслан Хинчагов; uzb. Ruslan Xinchagov; ur. 29 stycznia 1970 w Władykaukazie) – uzbecki zapaśnik w stylu wolnym. Z pochodzenia Osetyjczyk. Dwukrotny olimpijczyk. Piętnasty w Atlancie 1996 w kategorii 82 kg i piąty w Sydney 2000 w kategorii 76 kg.
Sześciokrotny uczestnik mistrzostw świata, zdobył dwa brązowe medale w 1993 i 1995. Czwarty na igrzyskach azjatyckich w 1994. Złoty medal na igrzyskach Centralnej Azji w 1995. Zdobył trzy złote medale na mistrzostwach Azji w 1996, 1999 i 2000 roku. Pierwszy w Pucharze Świata w 1996; szósty w 2005 roku.